# Набэсима Наохиро (1846—1921)
Набэсима Наохиро (яп. 鍋島 直大, 17 октября 1846 — 19 июня 1921) — японский государственный деятель, последний 12-й даймё княжества Сага (1861—1871), посол Японии в Италии (1880—1882), член Гэнроина (1882—1886), маркиз (с 7 июля 1884), член Палаты пэров Японии (1890—1921).

## Биография
Родился в Эдо как старший сын Набэсимы Наомасы, 11-го даймё Саги. Мать, наложница Хама, дочь Набэсимы Сигэсато и внучка Таку Сигэтаки. Его детское имя было Дзюнъитиро (淳一郎), первоначальное имя было Наотада (直縄), позже Сигэми (茂実), а после 1868 года Наохиро (直大).
В 1861 году в возрасте 16 лет Наохиро сменил своего отца на посту даймё Саги, после его ухода на покой. Он способствовал реформам управления княжеством и выставил фарфор Арита на Всемирной выставке в Париже 1867 года как продукцию княжества. Во время войны Босин в 1868 году Наохиро присоединился к императорским войскам, возглавлял и командовал солдатами княжества Сага, отправил войска в Тохоку и принял участие в ряде битв. В частности, после прибытия в Канто он участвовал в битве при Уэно и битве при Янаде, а в мае он был назначен на должность главы провинций Симоса и Кадзуса. Однако сражение с армией сёгуната в провинции Симоцукэ было напряженным, и Наохиро перенёс свою ставку в замке Уцуномия, где также разместил самураев из Саги.
Когда Набэсима служил в правительстве Мэйдзи, он продвигал настоятельную необходимость реформирования военной системы и создания военно-морского флота и занимал ряд должностей. Также за свои достижения в войне Босин был награждён 20 000 коку. Примерно в это же время Наохиро построил храм Гококу-дзиндзя в честь самураев, погибших в войне Босин.
В 1871 году после ликвидации ханов и основания префектур перестал быть даймё и присоединился к миссии Ивакуры, а в 1873 году Наохиро со своими младшими братьями Наоторой и Наото стал учился в Англии, где изучал литературу в Оксфордском университете. Из-за этого его не было в Японии во время восстания в Саге.
В 1878 году Набэсима вернулся в Японию, а в следующем году стал дипломатом в Министерстве иностранных дел, а в 1879 году он основал совместно с Ватанабэ Хиромото и Эномото Такэаки Токийское географическое общество. В 1880 году Наохиро стал послом в Королевстве Италия.
В 1882 году он вернулся в Японию и стал членом Гэнроина. В 1883 году Наохиро вместе с Иноуэ Каору руководил политикой модернизации и строительством железных дорог. В 1884 году Набэсима был удостоен титула маркиза (косяку). В феврале 1890 года стал членом Палаты пэров. В ознаменование церемонии открытия Токийской школы музыки он написал слова для вступительной песни «Весна столицы» (都の春 Мияко но хару). В 1911 году Наохиро стал ректором университета Кокугакуин.
Набэсима Наохиро умер 19 июня 1921 года в возрасте 74 лет. Был похоронен на кладбище Аояма. Является синтоистским божеством почитаемым в храме Сага-дзиндзя в Саге.

## Семья
С 1864 года женат первым браком на Танэко (1850—1880), дочери Умэтани Мититару. Её дети:
- Акико (1870—1949), вторая жена Маэды Тосицугу[яп.]
- Набэсима Наомицу (1872—1943), старший сын

С 1881 года женат вторым браком на Нагако (1855—1941), дочери Хирохаси Танэясу. Её дети:
- Ицуко (1882—1976), жена Насимото-но-мии Моримасы
- Сигэко (1885—1905), жена Макино Тадаацу[яп.]
- Нобуко (1886—1969), жена Мацудайры Цунэо[яп.]
- Набэсима Наотада (1889—1939), четвёртый сын
- Наоко (1894—1973), жена Янагисавы Ясуцугу[яп.]

Дети от наложницы Асатиё:
- Набэсима Сададзиро (1887—1920), второй сын
- Намбу Нобутака (1888—?), третий сын, приёмный зять Намбу Нобукаты[яп.]
- Кикуко, умерла молодой
- Тосико (1890—1985), жена Мацудайры Ютаки[яп.]
- Набэсима Тэцуо (1895—1938), пятый сын

## Награды
- Медаль Почёта с жёлтой лентой (27 декабря 1887)
- Орден Священного сокровища 1 класса (23 июля 1895)
- Орден Восходящего солнца 1 класса (30 июня 1897)

### Иностранные награды
- Большой крест ордена Святых Маврикия и Лазаря (1882)
- Орден Святого Станислава 1 степени (8 мая 1885)
- Большой крест ордена Гавайской короны (30 мая 1885)
- Орден Святой Анны 1 степени (6 марта 1888)
- Большой крест ордена Короны Таиланда (1 мая 1891)